# سانية (قطلونية)
سانية هي بلدية في قطلونية في إسبانيا. تقع هذه المدينة في سهل على ضفاف نهر سانية.